# Pinata Fosca
La Pinata Fosca, és un paratge del terme municipal de Conca de Dalt, al Pallars Jussà, a l'antic terme d'Hortoneda de la Conca, en territori dels Masos de la Coma.
Està situada al sud-oest de la Serra de Boumort, al vessant meridional, a prop del límit amb el terme d'Abella de la Conca, a llevant de la Serra de Planell Ras, al nord-est del Pletiu dels Roquissos i al nord-oest del Clot de la Dona Morta.